# Versigny (Aisne)
Versigny è un comune francese di 468 abitanti situato nel dipartimento dell'Aisne della regione dell'Alta Francia.

## Società

### Evoluzione demografica
Abitanti censiti